# エバニュー
株式会社エバニュー（Evernew, Inc.）は、日本のスポーツ器具メーカー。社団法人スポーツ健康産業団体連合会会員。
登山用品をはじめとするアウトドア用品の他、学校体育用品（例えば跳び箱やライン引き）なども扱っている。

## 沿革

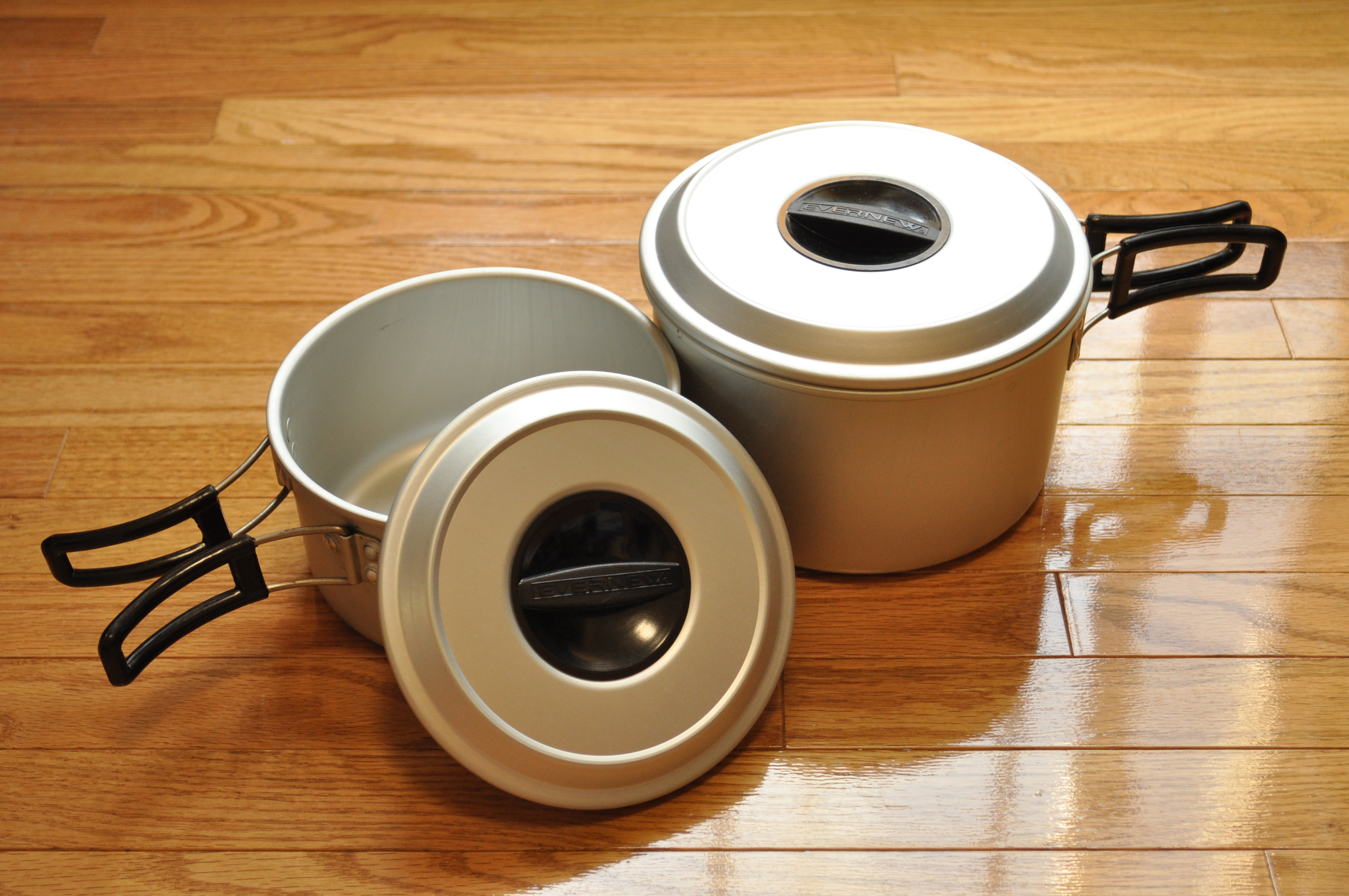
EVERNEWの登山用コッヘル

1924年（大正13年）      9月に岩井新蔵が、東京都台東区蔵前4丁目で金属運動具製造卸「増新商店」を創業。
1933年（昭和8）  　　増新を英単語に置き換えた「EVERNEW」ブランドを開始。また「いつも新しい何かを追い求める」という意味で、創業者の岩井新蔵によって名づけられたという。
1940年（昭和15年）　ホイッスル（呼子笛）、メガホン、登山用コッヘル、ランタンの製造を始める。
1950年（昭和25年）　12月に会社設立（法人化）。
1965年（昭和40年）　「株式会社増新」から「株式会社エバニュー」に社名改称。
1974年（昭和49年）　台東区蔵前から江東区木場に本社を移転し、新社屋が完成。
2012年（平成24年）　11月26日に江東区新砂に本社を移転。
2024年（令和6年）　　9月に創業100周年を迎える。

## 事業所・商品
- 本社 - 東京都江東区新砂

2024年時点、学校体育用品、アウトドア用品を取り扱う2つの事業部にて事業展開を行っている。
1978年（1977年冬に一部の専門店で先行発売）に、通称「銀マット」と呼ばれるテント用の中敷きを業界で初めて発売した。